# Quardecime
Een quardecime (van Latijn: quardecimus, de veertiende) is in de muziektheorie het interval in een diatonische toonladder tussen een eerste toon en de daarboven liggende veertiende. Een quardecime omvat dertien toonafstanden, en is een samengesteld interval opgebouwd uit een septiem en een rein octaaf. Het interval tussen bijvoorbeeld de tonen c en b' is dus een quardecime. Men zegt dat de b' een quardecime boven de c ligt. Ook wordt de tweeklank die bestaat uit twee tonen die een quardecime uit elkaar liggen, als quardecime aangeduid. De tweeklank c-b' is een quardecime, of de tonen c en b' vormen een quardecime. 

## Varianten
In overeenstemming met de sepiem in de quardecime, worden quardecimen nog onderscheiden in grote, kleine, verminderde en overmatige quardecimen.

### Grote quardecime
Een grote quardecime is opgebouwd uit een grote septiem plus een rein octaaf. Men duidt een grote quardecime wel afgekort aan met M14.
- Voorbeeld: Het interval tussen c' en b" is een grote quardecime.

### Kleine quardecime
Een kleine quardecime is opgebouwd uit een kleine septiem plus een rein octaaf plus. Men duidt een kleine quardecime wel afgekort aan met m14.
- Voorbeeld: Het interval tussen c' en bes" is een kleine quardecime.

### Verminderde quardecime
Als de septiem in een quardecime verminderd is, heet ook de quardecime verminderd.
- Voorbeeld: Het interval tussen cis' en bes" is een verminderde quardecime.

### Overmatige quardecime
Als de septiem in een quardecime overmatig is, heet ook de quardecime overmatig. 
- Voorbeeld: Het interval tussen c' en bis" is een overmatige quardecime.